# Josef Vindyš
Josef Vindyš (psán též Vindys; 1. listopadu 1842 Radim – 7. ledna 1913 Radotín) byl český strojírenský podnikatel, člen Sokola, majitel továrny na výrobu strojního vybavení hospod, restaurací (především pípy) a pivovarů na Smíchově, kterou pak roku 1907 přesunul nového areálu v Radotíně nedaleko Prahy. Mimo vybavení výčepů se jeho firma začala později zaměřovat na výrobu tělocvičného nářadí a zařízení tělocvičen a sokoloven, a stala se tak jednou z největších svého druhu v Rakousku-Uhersku. Byl otcem podnikatele a ledního hokejisty Otakara Vindyše.

## Život

### Mládí
Narodil se v Radimi nedaleko Jičína v rodině statkáře Františka Vindyše a jeho manželky Anežky, rozené Šulcové. Vyučil se strojním zámečníkem. Následně odešel pracovat do Prahy, kde pracoval jako strojírenský dělník, posléze pak jako mistr. Byl členem smíchovského Sokola, roku 1868 se stal jednatelem výboru organizace. V roce 1874 se v Tuklatech oženil s Annou Hladíkovou.

### Vlastní podnik
Roku 1876 se osamostatnil a otevřel si vlastní dílnu na Smíchově u Prahy, kde žil. Svůj podnik nadále rozšiřoval, posléze pak nesl název Josef Vindyš, první továrna na pivovarské stroje a veškeré přístroje pro živnosti hostinské. Mimo pivních výčepů vyráběla strojírna také stáčení a zátkování lahví, vymývací stroje a další příslušenství pro pohostinství.
Roku 1884 byl Vindyš osloven smíchovským Sokolem, aby jeho firma pro jednotu zhotovila cvičební nářadí, jako např. kruhy, koně, kozu, bradla, žíněnky atd. Po zhotovení této zakázky objednávky na tento sortiment přibývaly a od roku 1891 již firma vyráběla cvičební nářadí sériově. Vybavila tak celou řadu sokoloven, zakládaných v té době po celých českých zemích.

### Strojírna v Radotíně

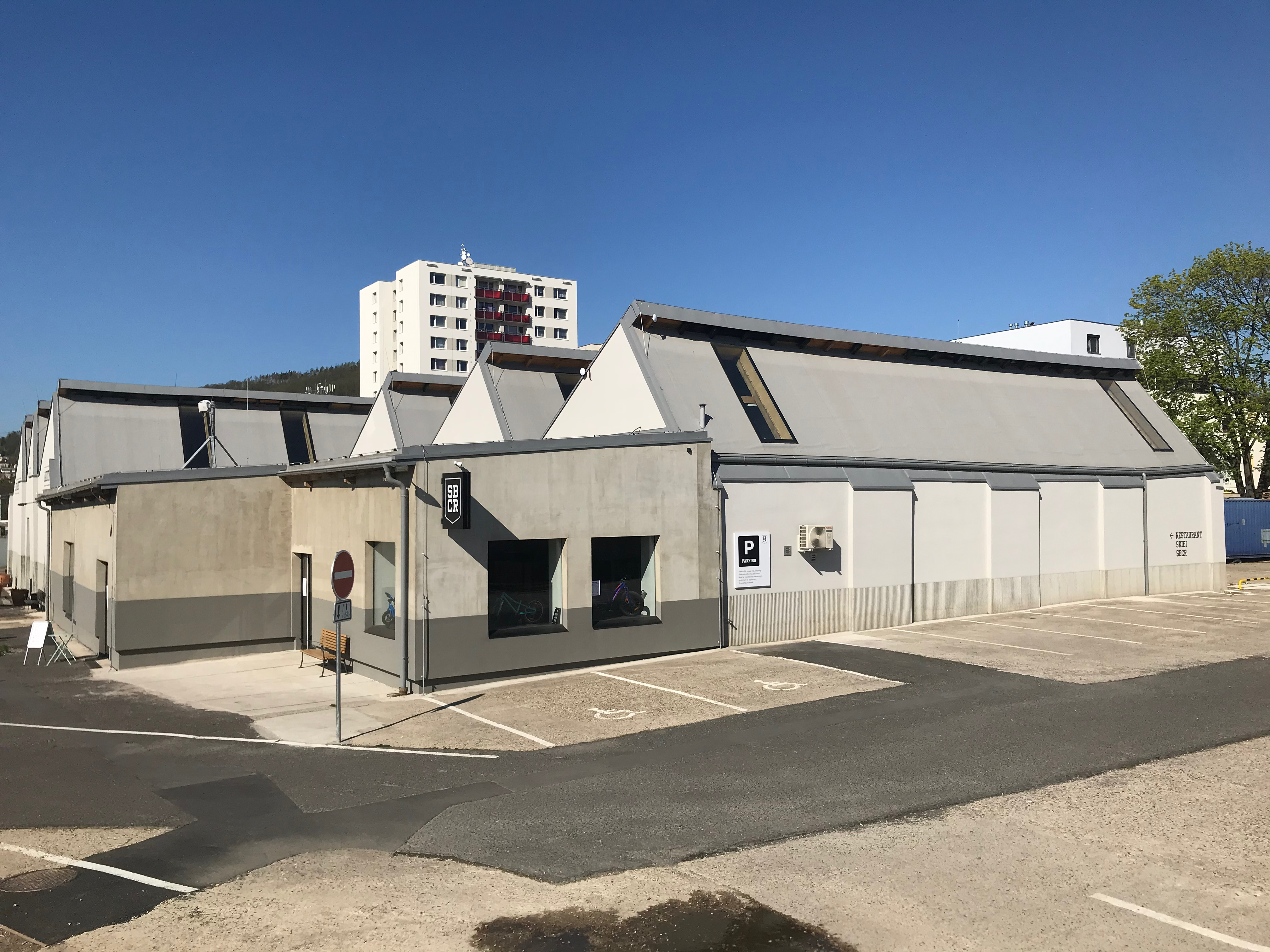
Rekonstruované budovy někdejší Vindyšovy strojírny v ulici Na betonce, Praha-Radotín

Ve svém podnikání byl mimořádně úspěšný, roku 1907 se pak rozhodl přenést svou továrnu do Radotína, vzdáleného několik kilometrů jižně od Smíchova. Zde postupně vyrostl velký výrobní areál s administrativním zázemím, který zaplnil značnou část prostranství ležícího při západní straně železniční stanice radotínského nádraží, což usnadňovalo spedici výrobků firmy.
Syn Otakar působil jako zdatný sportovec a hokejista, s českou reprezentací mj. vybojoval zlatou medaili na mistrovství Evropy v roce 1911.

### Náhlé úmrtí
Josef Vindyš zemřel v Radotíně 7. ledna 1913 ve věku 70 let. Pohřben byl na smíchovském hřbitově Malvazinky, pohřbu se mj. účastnili zástupci pražského Sokola.

### Po smrti
Vedení továrny se po jeho smrti ujal syn Otakar, který však firmu neřídil dobře a ta po několika letech skončila v úpadku.
Na počest Josefa Vindyše byla v Radotíně pojmenována ulice, Vindyšova.